# Batizvasvári
Batizvasvári (románul: Oșvarău) hajdani falu Romániában, Szatmár megyében, az 1920-as években beolvadt Batiz községbe.

## Fekvése
Szatmár megyében, Szatmárnémetitől északra, Batiz nyugati szomszédjában fekvő település.

## Története
Az Árpád-kori település már a XIV. században fennállt, ekkor a Vasvári nemzetségé volt.
A település ura ekkor az e nemzetségből származó Vasvári Vitus, Károly Róbert király udvari káplánja volt.
1339-ben Vasvári Tamás volt birtokosa.
1392-ben a Vasvári család tagjai „határvillongásba” keveredtek a Meggyesiekkel, mely gyakran megújult.
1426-ban a Csarnavodayak nyertek birtokot Batizvasváriban.
1429-ben a Vasváriak és a Csernavodaiak panaszt emeltek a Meggyesiek ellen azok hatalmaskodásai miatt.
1548-ban Pálfalvai Buridu László, Remethey Lőrincz, Vecsey István, valamint Dobozi János, Csomay Jakab és Kákonyi Péter kaptak benne királyi adománnyal részt. Ekkor Dukaszegrét és Sárpataka is Vasvárihoz tartozott.
1550-ben Chiammy vagy Vasváry Jakab, Sárközi Miklós és Kákonyi Péter birtoka volt.3
1637-ben Viszocsányi Sándor, 1749-ben Eötvös Sándor, László és Imre kapott itt részbirtokot.
1810-ben a gróf Teleki, Eötvös, Kállay, Jakó és Félegyházi családé volt.
1836-ban Hám János, Kállay Leopold, báró Jósika, gróf Karaczay, Vásárhelyi, Nagy Jakó család volt birtokosa.
A XX. század elején Turczi Papp János birtoka volt.
A település határában említették GARANCS, mára már elpusztult falut is, és e tájon volt egykor Kisnémeti (Kysnemethy) és Baromlak puszta is.
Baromlak-puszta 1421-ben a Kaplon nemzetség birtoka volt.
1431-ben Báthory István országbíró erőszakkal elfoglalta, de a Károlyiak, Vetésiek és Bagossiak tiltakoztak a foglalás ellen.
1499-ben Maghy Pál kapott rá királyi adományt, a későbbi időkben azonban már nem található nyoma.
Batizvasvári a trianoni békeszerződés előtt Szatmár vármegye Szatmárnémeti járásához tartozott. 1910-ben 740 lakosából 624 magyar volt. 1920-ban Batiz településrésze lett.